# Liste russischer Komponisten
Dies ist eine Liste russischer Komponisten. Sie stammen aus Russland bzw. der Sowjetunion und/oder haben hauptsächlich russischsprachige Texte vertont.

## A
- Ella Adaïewsky (1846–1926)
- Nikolai Afanassjew (1821–1898)
- Fjodor Akimenko (1876–1945)
- Karl Albrecht (1807–1863)
- Konstantin Albrecht (1836–1893)
- Alexander Alexandrow (1883–1946)
- Anatoli Alexandrow (1888–1982)
- Boris Alexandrow (1905–1994)
- Juri Alexandrow (1914–2001)
- Alexander Aljabjew (1787–1851)
- Boris Arapow (1905–1992)
- Anton Arenski (1861–1906)
- Juri Arnold (1811–1898)
- Wjatscheslaw Artjomow (* 1940)
- Valéry Arzoumanov (* 1944)
- Boris Assafjew (1884–1949)
- Arseni Awraamow (1886–1944)

## B
- Mili Balakirew (1837–1910)
- Gennadi Banschtschikow (1943–2025)
- Sergei Barsukow (1898–1984)
- Weniamin Basner (1925–1996)
- Maxim Beresowski (1745–1777)
- Nikolai Beresowski (1900–1953)
- Felix Blumenfeld (1863–1931)
- Semjon Bogatyrjow (1890–1960)
- Nikita Bogoslowski (1913–2004)
- Rostislaw Boiko (1931–2002)
- Alexander Borodin (1833–1887)
- Sergei Bortkiewicz (1877–1952)
- Dmytro Bortnjanskyj (1751–1825)
- Uri Brener (* 1974)
- Jewgeni Brussilowski (1905–1981)
- Nikolai Budaschkin (1910–1988)
- Rewol Bunin (1924–1976)
- Tymofij Bilohradskyj (um 1700 – nach 1760)

## C
- Georgi Catoire (1861–1926)
- Iwan Chandoschkin (1747–1804)
- Aram Chatschaturjan (1903–1978)
- Karen Chatschaturjan (1920–2011)
- Tichon Chrennikow (1913–2007)
- César Cui (1835–1918)

## D
- Alexander Dargomyschski (1813–1869)
- Karl Dawidow (1838–1889)
- Stepan Dawydow (1777–1825)
- Edisson Denissow (1929–1996)
- Georgi Dmitrijew (1942–2016)
- Isaak Dunajewski (1900–1955)

## E
- Oleg Ejges (1905–1992)
- Joel Engel (1868–1927)
- Andrei Eschpai (1925–2015)
- Jakow Eschpai (1890–1963)
- Wiktor Ewald (1860–1935)

## F
- Juri Falik (1936–2009)
- Samuil Feinberg (1890–1962)
- Oskar Felzman (1921–2013)
- Wladimir Fere (1902–1971)
- Jelena Firsowa (* 1950)
- Weniamin Fleischmann (1913–1941)
- Jewstignei Fomin (1761–1800)
- Grigori Frid (1915–2012)

## G
- Warwara Gaigerowa (1903–1944)
- German Galynin (1922–1966)
- Waleri Gawrilin (1939–1999)
- Alexander Glasunow (1865–1936)
- Reinhold Glière (1875–1956)
- Michail Glinka (1804–1857)
- Michail Gnessin (1883–1957)
- Alexander Goedicke (1877–1957)
- Alexander Goldenweiser (1875–1961)
- Andrei Golowin (* 1950)
- Jewgeni Golubew (1910–1988)
- Alexander Gretschaninow (1864–1956)
- Alexander Gribojedow (1795–1829)
- Romuald Grinblat (1930–1995)
- Sofia Gubaidulina (1931–2025)
- Eugen Ottowitsch Gunst (1877–1950)

## H
- Carl Eduard Hartknoch (1796–1834)
- Thomas de Hartmann (1885–1956)
- Philip Herschkowitz (1906–1989)

## I
- Konstantin Igumnow (1873–1948)
- Anna Ikramova (* 1966)
- Michail Ippolitow-Iwanow (1859–1935)
- Anatoli Iwanow (1934–2012)

## J
- Viktor Jekimowski (1947–2024)
- Orest Jewlachow (1912–1973)
- Sergei Jewsejew (1894–1956)
- Juri Juketschew (* 1947)
- Paul Juon (1872–1940)

## K
- Dmitri Kabalewski (1904–1987)
- Wassili Kalafati (1869–1942)
- Wassili Kalinnikow (1866–1901)
- Sándor Kallós (* 1935)
- Nikolai Kapustin (1937–2020)
- Boris Karamyschew (1915–2003)
- Nikolai Karetnikow (1930–1994)
- Wladislaw Kasenin (1937–2014)
- Juri Kasparow (* 1955)
- Igor Kefalidi (* 1941)
- Waleri Kikta (* 1941)
- Pjotr Klimow (* 1970)
- Boris Kljusner (1909–1975)
- Alexander Knaifel (1943–2024)
- Lew Knipper (1898–1974)
- Wladimir Kobekin (* 1947)
- Michail Kollontai (* 1952)
- Georgi Konjus (1862–1933)
- Juli Konjus (1869–1942)
- Sergei Konjus (1902–1988)
- Alexander Kopylow (1854–1911)
- Nikolai Korndorf (1947–2001)
- Boris Koschewnikow (1906–1985)
- Marian Kowal (1907–1971)
- Wassili Kühner (1840–1911)

## L
- Eduard Lasarew (1935–2008)
- Roman Ledenjow (1930–2019)
- Sara Lewina (1906–1976)
- Juri Lewitin (1912–1993)
- Genrich Litinski (1901–1985)
- Anatoli Ljadow (1855–1914)
- Sergei Ljapunow (1859–1924)
- Vassily Lobanov (* 1947)
- Alexander Lokschin (1920–1987)
- Arthur Lourié (1891–1966)
- Alexei Lwow (1798–1870)

## M
- Olga Magidenko (* 1954)
- Boris Maisel (1907–1986)
- Nina Makarowa (1908–1976)
- Igor Markevitch (1912–1983)
- Wladimir Martynow (* 1946)
- Michail Matjuschin (1861–1934)
- Nikolai Medtner (1880–1951)
- Mark Minkow (1944–2012)
- Nikolai Mjaskowski (1881–1950)
- Alexander Mossolow (1900–1973)
- Askold Murow (1928–1996)
- Georgi Muschel (1909–1989)
- Modest Mussorgski (1839–1881)

## N
- Eduard Nápravník (1839–1916)
- Alexei Nikolajew (1931–2003)
- Michail Nossyrew (1924–1981)
- Anatoli Nowikow (1896–1984)

## O
- Nikolai Obuchow (1892–1954)
- Wladimir Odojewski (1803–1869)
- German Okunew (1931–1973)
- Wjatscheslaw Owtschinnikow (1936–2019)

## P
- Sergei Pawlenko (1952–2012)
- Nikolai Peiko (1916–1995)
- Andrei Petrow (1930–2006)
- Alexander Pirumow (1930–1995)
- Michail Pletnjow (* 1957)
- Leonid Polowinkin (1894–1949)
- Gawriil Popow (1904–1972)
- Natalja Prawossudowitsch (1899–1988)
- Sergei Prokofjew (1891–1953)
- Sergei Protopopow (1893–1954)

## R
- Alexandre Rabinovitch (* 1945)
- Sergei Rachmaninow (1873–1943)
- Alexander Radwilowitsch (* 1955)
- Nikolai Rakow (1908–1990)
- Alexander Raskatow (* 1953)
- Wladimir Rebikow (1866–1920)
- Nikolai Rimski-Korsakow (1844–1908)
- Pjotr Rjasanow (1899–1942)
- Igor Rogaljow (* 1948)
- Nikolai Roslawez (1881–1944)
- Anton Rubinstein (1829–1894)
- Alexei Rybnikow (* 1945)

## S
- Wsewolod Saderazki (1891–1953)
- Wadim Salmanow (1912–1978)
- Georgi Salnikow (1923–2015)
- Eduard Schafranski (1937–2005)
- Wladimir Schainski (1925–2017)
- Juri Schaporin (1887–1966)
- Adrian Schaposchnikow (1887–1967)
- Wissarion Schebalin (1902–1963)
- Nikolai Schiljajew (1881–1938)
- Alfred Schnittke (1934–1998)
- Dmitri Schostakowitsch (1906–1975)
- Rodion Schtschedrin (* 1932)
- Wladimir Schtscherbatschow (1889–1952)
- Wladislaw Schut (1941–2022)
- Isaak Schwarz (1923–2009)
- Tatjana Sergejewa (* 1951)
- Nikolai Sidelnikow (1930–1992)
- Alexander Skrjabin (1872–1915)
- Sergei Slonimski (1932–2020)
- Nicolas Slonimsky (1894–1995)
- Dmitri Smirnow (1948–2020)
- Nikolai Sokolow (1859–1922)
- Wassili Solotarjow (1872–1964)
- Alexei Stantschinski (1888–1914)
- Michail Starokadomski (1901–1954)
- Maximilian Steinberg (1883–1946)
- Igor Strawinsky (1882–1971)
- Viktor Suslin (1942–2012)
- Jewgeni Swetlanow (1928–2002)
- Georgi Swiridow (1915–1998)
- Andrei Sychra (1773–1850)

## T
- Alexander Tanejew (1850–1918)
- Sergei Tanejew (1856–1915)
- Mikael Tariwerdijew (1931–1996)
- Wladimir Tarnopolski (* 1955)
- Katia Tchemberdji (* 1960)
- Boris Tischtschenko (1939–2010)
- Alexander Tschaikowski (* 1946)
- Boris Tschaikowski (1925–1996)
- Pjotr Tschaikowski (1840–1893)
- Alexander Tscherepnin (1899–1977)
- Nikolai Tscherepnin (1873–1945)
- Pawel Tschesnokow (1877–1944)

## U
- Vladimir Ussachevski (1911–1990)
- Galina Ustwolskaja (1919–2006)

## W
- Sergei Wassilenko (1872–1956)
- Mieczysław Weinberg (1919–1996)
- Alexander Weprik (1899–1958)
- Vadim Werbitzky (* 1961)
- Wladimir Wlassow (1903–1986)
- Andrei Wolkonski (1933–2008)
- Kirill Wolkow (* 1943)
- Alexander Wustin (1943–2020)
- Iwan Wyschnegradsky (1893–1979)

## Z
- Efrem Zimbalist (1889–1985)